# Amorphea
Az Amorphea taxonómiai szupercsoport, mely tartalmazza a bazális Amoebozoát és az Obazoát. Ez utóbbi magában foglalja az Opisthokonta kládot, mely tartalmazza a Fungi, Animalia és Choanomonada csoportokat. A klád tagjainak taxonómiai kapcsolatait eredetileg Thomas Cavalier-Smith írta le 2002-ben.
A Nemzetközi Protisztológustársaság, a protozoonok taxonómiájáért felelős szervezet 2012-ben javasolta az Unikonta fogalom cseréjét Amorpheára, mivel az Unikonta elnevezés feltételezett szünapomorfián alapul, amit az ISOP szerzői és más kutatók később elutasítottak.
Tartalmazza az Amoebozoát, az Opisthokontát és egyes feltételezések szerint az Apusozoát is. Testvérkládja feltehetően a CRuMs. Adl  et al. 2019-es rendszertana azonban csak az Amoebozoát és az Opisthokonta, Breviatea és Apusomonadida kládját, az Obazoát sorolja ide.

## Taxonómiai módosítások a csoportban
Thomas Cavalier-Smith két új törzset javasolt: a Sulcozoát, mely az Apusozoa (Apusomonadida és Breviatea) altörzset tartalmazta, valamint a Varisulcát, mely a Diphyllatea, Discocelida, Mantamonadidae, Planomonadida és Rigifilida altörzsekből állt.
Cavalier-Smith további kutatásai kimutatták, hogy a Sulcozoa parafiletikus. Az Apusozoáról is kimutatták, hogy parafiletikus. A Varisulcát úgy módosították, hogy tartalmazza a Planomonadidát, a Mantamonast és a Collodictyont. Új taxon – a Glissodiscea – jött létre a Planomonadida és a Mantamonas számára. E módosított taxonómia azonban megerősítésre vár.
Az Amoebozoa klád, korábbi feltételezések szerint két fő csoporttal, melyek a Conosa és a Lobosa. A Conosa az aerob Semiconosia (Mycetozoa és Variosea), valamint a szekunder anaerob Archamoebae altörzságakból áll. A Lobosa ostor nélküli lebenyes amőbákból áll, és két osztálya van, melyek a lapított sejtű Discosea, valamint a jellemzően csőszerű állábakkal rendelkező Tubulinea.

## Klád
A csoport olyan eukariótákból áll, melyek nagyrészt egyetlen ostorral rendelkeznek, vagy ostor nélküli amőbák. Az Unikonta közé tartoznak az Opisthokonta (állatok, gombák és hasonló élőlények), valamint az Amoebozoa. Ezzel szemben más ismert eukarióta csoportoknak általában két ostoruk van (de van számos kivétel), ezeket bikontoknak nevezik. Ide tartoznak többek közt az Archaeplastida (növények és rokonaik), a Sar, a Cryptista, a Haptista, a Telonemia és a Picozoa.

## Jellemzők
Az unikontoknak háromgénes fúziójuk van, amely nincs jelen a bikontokban. A három egyesült gén pirimidinnukleotid-szintézishez szükséges enzimeket kódol: a karbamoil-foszfát-szintázt, a dihidroorotázt és az aszpartát-karbamoiltranszferázt. Ez egy ritka eseménypárt, dupla fúziót követhetett, amely az Opisthokonta és az Amoebozoa közös elődje melletti érv.
Cavalier-Smith eredetileg feltételezte, hogy az unikontoknak egy ostoruk és egy alapi testük volt. Ez valószínűtlen, mivel az Opisthokonta ostoros tagjainak, valamint az Amoebozoa és a Breviata néhány ostoros tagjának két bazális testük van, a bikontokhoz hasonlóan (bár csak egyikük ostoros a legtöbb unikontban). Ez a páros elrendezés megtalálható az állati sejtek centriólumainak elrendeződéseiben. A név jelentése ellenére az unikontok közös őse lehetett egy két bazális testtel rendelkező sejt.

## Fordítás
Ez a szócikk részben vagy egészben  az   Amorphea című angol Wikipédia-szócikk ezen változatának fordításán alapul.  Az eredeti cikk szerkesztőit annak laptörténete sorolja fel. Ez a jelzés csupán a megfogalmazás eredetét és a szerzői jogokat jelzi, nem szolgál a cikkben szereplő információk forrásmegjelöléseként.